# Temelucha lauta
Temelucha lauta är en stekelart som beskrevs av Dasch 1979. Temelucha lauta ingår i släktet Temelucha och familjen brokparasitsteklar. Inga underarter finns listade i Catalogue of Life.